# Bogard Township (Missouri)
Bogard Township est un township du comté de Henry dans le Missouri, aux États-Unis,.
Le township est fondé en 1857 et baptisé en référence à une rivière du même nom, située dans ses frontières.

## Source de la traduction
- (en) Cet article est partiellement ou en totalité issu de l’article de Wikipédia en anglais intitulé « Bogard Township, Henry County, Missouri » (voir la liste des auteurs).